# Krabojadek Sztolcmana
Krabojadek Sztolcmana (Ichthyomys stolzmanni) – gatunek ssaka z podrodziny bawełniaków (Sigmodontinae) w obrębie rodziny chomikowatych (Cricetidae).

## Zasięg występowania
Krabojadek Sztolcmana znany jest tylko z trzech stanowisk we wschodnim pogórzu andyjskim Ekwadoru i z czterech stanowisk w Peru.

## Taksonomia
Gatunek po raz pierwszy zgodnie z zasadami nazewnictwa binominalnego opisał w 1893 roku brytyjski zoolog Oldfield Thomas nadając mu nazwę Ichthyomys stolzmanni. Holotyp pochodził z Chanchamayo, w pobliżu Tarmy, w Regionie Junín, w Peru. 
Tradycyjnie I. stolzmanni z Ekwadoru był uznawany za podgatunek orientalis, który różnił się od formy typowej z Peru opartej na kolorze śródręcza. Niemniej jednak okaz zebrany w Rio Jurumbuno w Ekwadorze miał dwukolorowy ogon do jego środkowej części; tylna połowa była jednolicie ciemna (nie zanotowano wcześniej takich kolorów w obrębie Ichthyomys). Potrzebne są dodatkowe okazy, aby wypełnić prawie tysiąckilometrową lukę między stanowiskami ekwadorskimi i peruwiańskimi. Autorzy Illustrated Checklist of the Mammals of the World uznają ten takson za gatunek monotypowy.

### Etymologia
- Ichthyomys: gr. ιχθυς ikhthus „ryba”; μυς mus, μυος muos „mysz”[8].
- stolzmanni: Jan Stanisław Sztolcman (1854–1928), polski zoolog, kolekcjoner z tropikalnej Ameryki w latach 1875–1881, 1882–1884 i Sudanu w 1901 roku, dyrektor Muzeum Zoologicznego Branickich w Warszawie w 1887 roku, wicedyrektor w Państwowym Muzeum Zoologicznym w Warszawa w 1919 roku, konserwator przyrody (m.in. inicjator programu ochrony żubrów)[9][10].

## Morfologia
Długość ciała (bez ogona) 160 mm, długość ogona 177–185 mm, długość ucha 9–11 mm, długość tylnej stopy 38–41 mm; masa ciała 140 g. 

## Ekologia

### Tryb życia
Występuje na brzegach rzek i jezior. Krabojadki Sztolcmana są ściśle wyspecjalizowanymi gryzoniami, świetnie przystosowanymi do żywienia się rybami i niektórymi bezkręgowcami. Palce ich tylnych stóp spina błona pławna, dzięki której znakomicie pływają. Ich górne siekacze są niezwykle ostre, spiczaste, doskonale nadające się do chwytania śliskich ryb. Złowioną zdobycz gryzonie wynoszą na brzeg i dopiero tam zjadają.

### Rozmnażanie
Młode krabojadka Sztolcmana przychodzą na świat w norze wykopanej w brzegu jeziora lub rzeki. W ciągu roku samica wydaje na świat 1 lub 2 mioty młodych.